# Pleurato
Pleurato (in greco antico: Πλευρᾶτος?, Pleurâtos; IV secolo a.C. – IV secolo a.C.) è stato un re dei Taulanti nel periodo 356-335 a.C., nella regione dell'Illiria. Era il padre di Glaucia di Taulanti e succedette a Grabo nel 356 a.C. Filippo II vinse una feroce battaglia con di lui nel 344 a.C., anche se subì una ferita nel corso della sua ricerca di Pleurato.

## Biografia
Nel 344 a.C. Filippo II aveva ereditato dal padre un litigio con gli Illiri e non trovò alcuna possibilità di conciliare il suo disaccordo. Filippo quindi invase lo Stato dei Taulanti con un grande esercito, devastò le campagne, catturò molte città e paesi e tornò in Macedonia carico di bottino. Dopo la decimazione dei Grabei da parte di Filippo, Pleurato, in un tentativo fallito, cercò di contrastare i progressi di Filippo in Illiria e riuscì a ferire centocinquanta uomini del suo corpo d'elite e Ippostrato figlio di Aminta III nel loro inseguimento. Lo stesso Filippo venne ferito e perse parte del suo gruppo di amici, accontentandosi del possesso della provincia Illiria orientale di Dassarezia. Le pretese di Filippo sullo Stato dei Taulantii cessarono dopo la pace stipulata con Pleurato.
Dopo questo conflitto lo Stato dei Taulantii di Pleurato era limitato alle sole terre lungo l'Adriatico. Tuttavia, questo Stato continuò una politica anti macedone fino a 335 a.C., quando Glaucia e Cleito si ribellarono contro Alessandro Magno.